# Конрадины
Конрадины (нем. Konradiner) — знатный франкский род, владения которого находились в Франконии.

## История
Первым упоминаемым представителем рода был Удо Старший, который упоминается в 821—826 годах как граф в Нижнем Ландгау. По версии Дональда Джекмана и Иоганна Фрида он идентичен Эду (ум. 834), графу Орлеана. Его сыном был Гебхард I (ум. 879), который упоминается в документах в 832—879 годах как граф в Лангау и Веттерау. Его сыновья Удо, Вальдо, Бертольф и Беренгар упоминаются как близкие родственники сенешаля императора Людовика Благочестивого Адаларда. Вероятно они были племянниками Ирментруды, жены короля Западно-Франкского королевства Карла II Лысого, которого они поддерживали в войнах против короля Восточно-Франкского королевства Людовика Немецкого. Из-за этого они в 861 году были вынуждены покинуть свои владения и перебраться в Западно-Франкское королевство, однако уже в 866 году они появляются в окружении Людовика Младшего, сына Людовика Немецкого.
Возвышение рода началось во время правления короля Восточно-Франкского королевства Арнульфа Каринтийского, с которым Конрадины находились в родственных отношениях. По одной версии жена Арнульфа, Ода, происходила из дома Конрадинов, возможно она была дочерью Беренгара, графа в Тюрингау, младшего из сыновей Гебхарда I. По другой версии жена Конрада Старшего, старшего сына Удо, графа Лангау, была дочерью Арнульфа. Благодаря поддержки Арнульфа Конрадины упрочили своё положение во Франконии. Позже смогли выйти победителями в борьбе против Поппонидов, вытеснив их из Франконии, где Конрад Старший получил доминирующее положение и в итоге занимал положение, близкое к герцогскому. Возможно он носил титул герцога Франконии. После смерти Арнульфа Конрадины, близкие родственники малолетнего короля Людовика IV Дитя, ещё более упрочили своё положение. Младший брат Конрада Старшего, Гебхард, в 903 году получил титул герцога Лотарингии. А после смерти Людовика Дитя сын Конрада Старого, Конрад I Франконский, в 911 году был избран королём Восточно-Франкского королевства.
Однако в результате правления Конрада королевская власть заметно ослабла. Конраду не удалось ничего поделать с правителями других племенных герцогств. В итоге после смерти бездетного Конрада новым королём в 919 году был выбран один из противников Конрада — Генрих Птицелов, герцог Саксонии. Брат Конрада I, герцог Франконии Эбергард, поддержал выбор нового короля. Он сохранял верность Генриху при его жизни, однако после его смерти восстал в 937 году против Оттона I, наследника Генриха. В 939 году Эбергард погиб в битве при Андернахе, после чего старшая линия рода угасла.

## Генеалогия
Удо I Старший, граф в Нижнем Лангау в 821—826, по версии Дональда Джекмана и Иоганна Фрида идентичен Эду (ум. 834), графу Орлеана
- Гебхард I (ок. 795/810 — 879), граф в Лангау граф в Лангау 832—879, фогт Кеттенбаха/Гемюндена; жена: N, сестра графа Эрнста, маркграфа Баварского Нордгау
  - Вернер (ум. после 4 января 877)
  - Удо II (ок. 805/830 — после 879), граф в Лангау; жена: N (из рода Вельфов)
    - Конрад Старший (ок. 855 — 27 февраля 906), граф в Верхнем Лангау в 886, граф в Гессенгау в 897, граф в Гоцфилдгау в 903, граф в Веттерау в 905, граф в Вормсгау в 906, герцог Тюрингии 892—893, герцог Франконии; жена: Глисмут (ок. 865 — 26 апреля 924)
      - Конрад I (ок. 881 — 23 декабря 918), герцог Франконии с 906, король Восточно-Франкского королевства с 911; жена: с 913 Кунигунда (ок. 882 — 7 февраля 915), дочь Бертольда I, пфальцграфа Швабии, вдова Луитпольда, маркграфа Баварии
      - Эберхард (ок. 885 — 2 октября 939), герцог Франконии с 911, граф в Верхнем Лангау и Иттергау; жена: N
      - Оттон (ум. после 918), граф в Рухгау или Удо III (ок. 890 — ок. 918), граф в Верхнем Лангау
      - дочь; муж: Бурхард Тюрингский (ум. после 913)

    - Эберхард (ок. 858—902/903), граф в Нижнем Лангау, потомство см. дальше
    - Гебхард II Молодой (ок. 865 — 22 июня 910), граф в Нижнем Лангау, герцог Лотарингии с 903, жена: Ида
      - Удо I (ок. 895/900 — 12 декабря 949), граф в Веттерау 914—918, граф в Рейнгау в 917 и с 948, граф в Лангау 918—948; жена: с ок. 915 Кунигунда де Вермандуа (ум. 943), дочь Герберта I де Вермандуа, графа Вермандуа и Мо
        - Гебхард (ок. 920—938)
        - Удо (ум. 965), епископ Страсбурга с 950

      - Герман I (ок. 898/900 — 10 декабря 949), герцог Швабии с 926, граф в Лангау в 939, граф в Ауэльгау в 948; жена: с 927 Регелинда (ум. 958), дочь Эберхарда I, графа в Цюрихгау
        - Ида (930/932 — 17 мая 986); муж с 947 Людольф (930 — 6 сентября 957), герцог Швабии в 950—954 годах

    - Рудольф I (ок. 860 — 3 августа 908), епископ Вюрцбурга с 892

  - Вальдо (ок. 825/830 — после 879), аббат монастыря св. Максимина в Трире
  - Бертольф (ок. 835—883), архиепископ Трира с 869
  - Беренгар (ок. 836 — после 879), граф в Гессенгау
    - Хильдеберт
    - Беренгар (ум. до 18 сентября 882)
    - Ода (ок. 873 — ок. 911/918); муж: с 888 Арнульф Каринтийский (ок. 850 — 8 декабря 899) — Восточно-Франкского королевства с 887, император Запада с 896 года,

Эберхард (ок. 858—902/903), граф в нижнем Лангау, граф Ортенау с 888; жена: Вильтруда, уп. 903—922
- сын, уп. 903
- Конрад Коротышка (ум. 30 июня 948), граф в Вормсгау, граф в Арегау и Лобденгау
- Гебхард (ум. 15 января 947/ 2 декабря 949), граф в Уфгау с 940; жена: Адель де Вермандуа, дочь Герберта I де Вермандуа, графа Вермандуа и Мо
  - Конрад (Куно I), (ум. ок. 982), граф в Рейнгау в 948—951, граф в Ортенау в 973—982; жена: Юдит
    - Гериберт (ок. 925—992), граф в Кинцгау в 976, граф в Энгерсгау, граф фон Глайберг; жена: Имица фон Авалгау (ум. ок. 1020), дочь Мейнхарда (Мегиноца) IV фон Хамаланда (ок. 920—998/999)
      - Отто фон Хаммерштейн (ум. ок. 5 июня 1036), граф фон Хаммрштейн, граф в Ветерау в 1016—1019, граф в Энгерзгау в 1019—1022; жена: Ирмгарда Верденская (ум. 1042), дочь графа Готфрида I Арденского, графа Эно (ок. 935/940 — 998)
        - Удо III (ум. 1034), граф фон Хаммерштейн
        - Матильда; муж: Людольф (ум. 11 апреля 1031), фогт фон Браувайлер

      - Гебхард IV (ум. 8 ноября 1016), граф
      - Ирмтруда (972 — после 1015); муж: с 995 Фридрих Люксембургский (965 — 6 октября 1019), граф в Мозельгау
      - Герберга (ум. после 1036); муж: с 1003 Генрих Швейнфуртский (975 — 18 сентября 1017), маркграф Швейнфуртский, граф в Нордгау с 994

    - Конрад I (Куно из Энингена) (ум. 20 августа 997), герцог Швабии с 982, граф в Рейнгау в 985—995; жена: Рихлинта (Регилинда) Швабская, дочь Людольфа (930 — 6 сентября 957), герцога Швабии в 950—954 годах
      - (?) Экберт
      - (?) Луитпольд
      - (?) Лютольд (ум. после 999)
      - (?) Конрад
      - Герман II (ум. 2/3 мая 1003), герцог Швабии с 997; жена с ок. 986 Герберга Бургундская (ок. 965 — 7 июля 1019), дочь Конрада I Тихого, короля Бургундии (ум. 19 октября 993)
        - Матильда Швабская (ок. 988 — 29 июля 1032); 1-й муж: с ок. 1002 Конрад I (ум. 12 декабря 1011), герцог Каринтии; 2-й муж: с ок. 1016 Фридрих II (997/999 — 1026), граф Бара и герцог Верхней Лотарингии с 1019; 3-й муж: граф Эзико фон Балленштедт (ум. 1059/1060), граф в Швабенгау
        - Гизела Швабская (11 ноября 990 — 16 февраля 1043); 1-й муж: с 1003/1005 Бруно I (ум. 1012/1014), граф Брауншвейга; 2-й муж: с 1010/1011 Эрнст I (ум. 31 мая 1015), герцог Швабии с 1012; 3-й муж: с 01.1017 Конрад II (ок. 990 — 4 июня 1039), король Германии и император Священной Римской империи
        - Бертольд (992—993)
        - Беатрикс Швабская (ум. после 23 февраля 1025); муж: Адальберо фон Эппенштейн (980 — 28 ноября 1039), герцог Каринтии в 1012—1035
        - Герман III (до октября 995 — 1 апреля 1012), герцог Швабии с 1003

      - Ита фон Энинген; муж: Рудольф II, граф Альтдорф
      - Адель; муж: с после 1011 Владимир Святославич (958 — 15 июля 1015), великий князь Киевский с 978
      - Юдит; 1-й муж: N, граф фон Рейнфельден; 2-й муж: Адальберт (ум. 1033), граф Меца
      - Кунница (Кунигунда) (ум. 6 марта 1020); муж: граф Фридрих I фон Диссен, уп. 1003—1027

    - Удо II (ум. 14 июля 962), граф Веттерау
    - Юдита (ум. 16 октября 973); муж: Генрих (ум. 11 мая 976), граф в Гейлангау
- Эберхард (ум. ок. 944), граф в Боннгау в 913—928, граф в Рейнгау ок. 927, граф в Майенфельде в 928—940
  - Эберхард (ум. 10 мая 966), граф в Ауэльгау в 948, 958 и 966, граф в Нижнем Лангау в 966, граф в Лангау в 966
  - Конрад, граф в Лобденгау в 953—965
    - Мейнгауд, граф в Майнгау в 965—987, граф в Лобденгау в 987—1002; жена: N
- дочь; муж: Вернер (ум. ок. 920), граф в Шпейергау и Вормсгау